# Système de particules
Pour les articles homonymes, voir Particule.

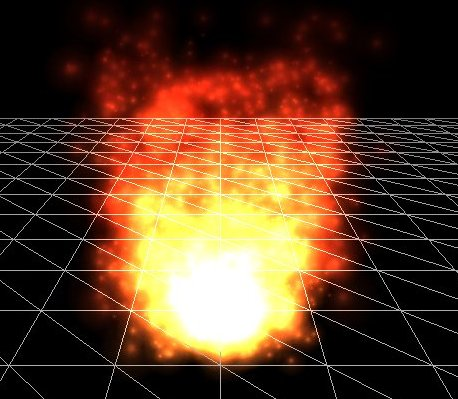
Système de particules imitant un feu. la couleur des particules change avec le temps de vie de la réaction et s'écarte du point de départ sous l'effet de la chaleur

Un système de particules est une technique graphique numérique utilisée par les logiciels graphiques (2D ou 3D) ou d'effets vidéo. Elle permet de simuler de nombreux phénomènes naturels tels que feu, explosion, fumée, eau, nuage, poussière, neige, feux d'artifice, et animés à l'aide de forces qui agissent sur celles-ci telles que la gravité, le vent, l'inertie, etc.
Pour comprendre, utilisons l'exemple du feu d'artifice, qui est une représentation relativement simple de ce type de système. Tout système de particules possède une entité émettrice : cette entité génère les particules (ou points) et pas nécessairement au même moment. Chaque particule évoluera selon différents paramètres (vitesse, gravité, durée de vie...) dans l'espace et dans le temps. Dans l'exemple utilisé, chaque élément éclairant par réaction du feu d'artifice qui explose serait une particule, et il y aurait deux objets émetteurs. Le premier est le point de départ de la fusée, le second est le point d'explosion qui dégage les particules lumineuses. Certains feux d'artifice comportent en outre différentes étapes de réaction.
Outre les feux d'artifice, de nombreuses autres applications des systèmes de particules existent : pour simuler de nombreux poils sur une surface par exemple, ou encore pour reconstituer un bancs de poissons ou d'oiseaux... Dans ce dernier cas, les particules suivent un chemin défini, qui peut varier en fonction de critère extérieurs (paysage, courants, prédateur, etc.). Sur un logiciel de création graphique, on définit le point de départ, les propriétés des trajectoires  et le nombre de particules à assigner, il s'agira ici d'un objet poisson ou oiseau par particule.